# Bliesgau
Cet article possède un paronyme, voir Blies (homonymie).
 (novembre 2017).
Si vous disposez d'ouvrages ou d'articles de référence ou si vous connaissez des sites web de qualité traitant du thème abordé ici, merci de compléter l'article en donnant les références utiles à sa vérifiabilité et en les liant à la section « Notes et références ».

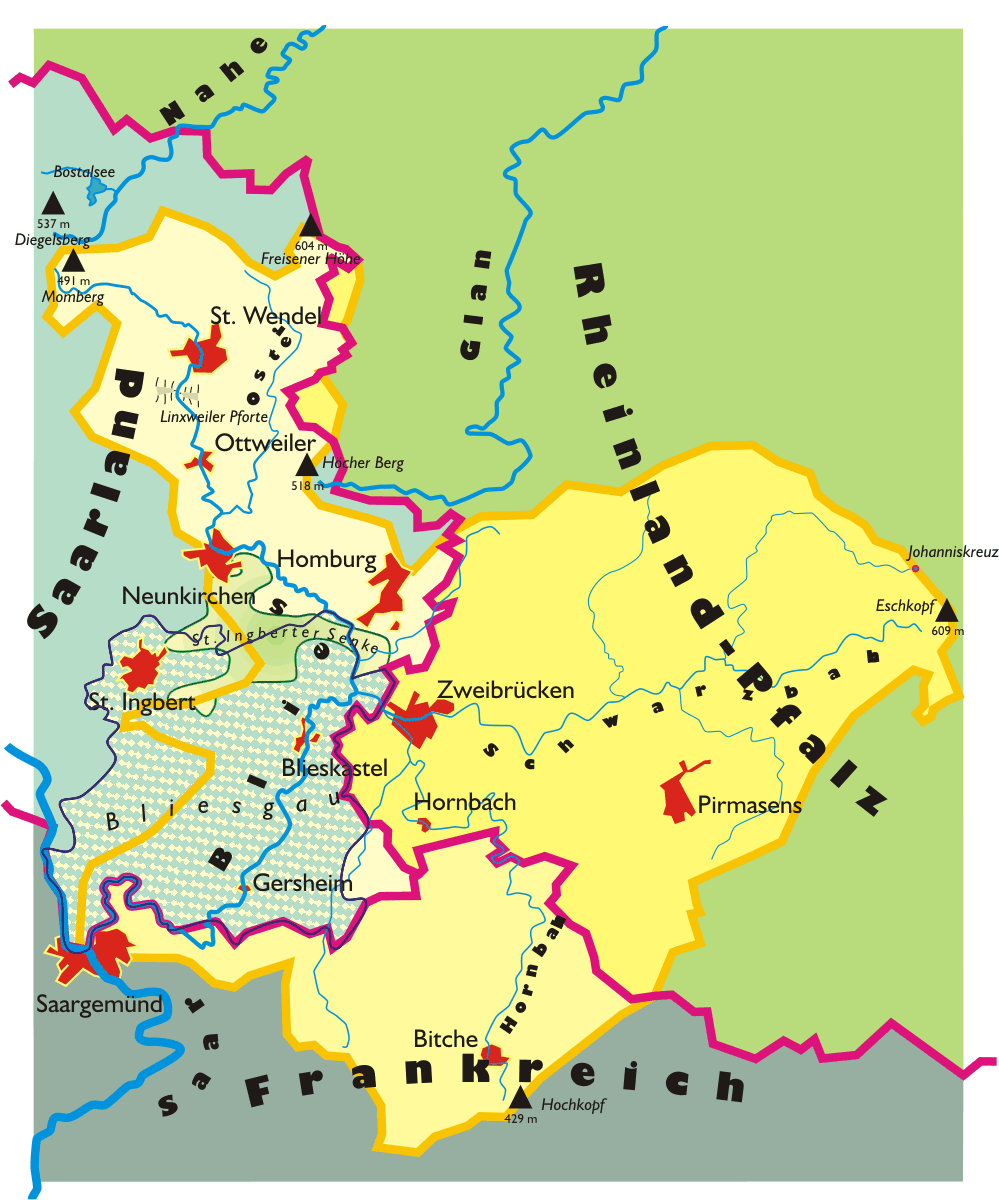
Carte du Bliesgau

Le Bliesgau primitif du traité de Meerssen de 870 s'étendait entre le Saargau et l'Allemagne. Il tirait son nom de la Blies, affluent de la Sarre

Fin du Xe siècle, le comté de Bliesgau et celui du Saargau supérieur furent réunis sous l'autorité d'un comte Folmar, décédé avant 995, comte palatin de Metz.

## Toponymie
Au Moyen Âge, le comté est mentionné Bliesahgouwe, Blesitchowa, pagus Blesinsis ou pagus Blesiacus, pagus Bliesichgoue.

## Territoire
Entre le VIIIe et le XIe siècle, les localités mentionnées comme faisant partie du Bliesgau sont Behren-lès-Forbach, Bischmisheim (Sarrebruck), Ernstweiler (Deux-Ponts), Eschringen (Sarrebruck), Habkirchen, Hornbach, Illingen, Medelsheim, Mimbach (Blieskastel), Neumünster (Ottweiler), Niederlinxweiler (St-Wendel), Petite-Rosselle, Ratzwiller, Rimling, St-Arnual (Sarrebruck), Schiffweiler et Walsheim.
En 1046, Habkirchen est choisie comme capitale pour le comté.

## Les comtes connus
- 888 : Irenfridus ou Ehrenfried, voire Ezzo Ehrenfried
- 893 : Odacer